# Павлово (Кобринский район)
Па́влово (бел. Паўлава) — деревня в Кобринском районе Брестской области Беларуси. Входит в состав Залесского сельсовета.
По данным на 1 января 2016 года население составило 1 человек в 1 домохозяйстве.

## География
Деревня расположена в 16 км к востоку от города Кобрина, в 5 км к северо-западу от остановочного пункта Камень, в 60 км к востоку от Бреста, на автодороге М10 Кобрин-Гомель.
На 2012 год площадь населённого пункта составила 0,01 км² (1 га).

## История
Населённый пункт известен с 1890 года как имение С. Семенюк. В разное время население составляло:
- 1999 год: 2 хозяйства, 2 человека;
- 2009 год: 1 человек;
- 2016 год[2]: 1 хозяйство, 1 человек;
- 2019 год[1]: 0 человек.